# Clear Lake Shores, Texas
Clear Lake Shores là một thành phố thuộc quận Galveston, tiểu bang Texas, Hoa Kỳ. Năm 2010, dân số của xã này là 1063 người.

## Dân số
- Dân số năm 2000: 1205 người.
- Dân số năm 2010: 1063 người.